# Association des pays producteurs de café
 (juin 2019).
Si vous disposez d'ouvrages ou d'articles de référence ou si vous connaissez des sites web de qualité traitant du thème abordé ici, merci de compléter l'article en donnant les références utiles à sa vérifiabilité et en les liant à la section « Notes et références ».
L'Association des pays producteurs de café (APPC), a été créé en 1993 pour tenter de rétablir la politique de restriction des exportations et de faire remonter les cours du marché du café, et fait suite à la rupture en 1989 de l'AIC (Accord International sur le Café, signé en 1962). Elle comporte 14 membres. L’annonce de son plan de rétention volontaire des exportations a suscité une vive réaction au Nord, notamment de la part des États-Unis, qui ont alors quitté l’OIC (Organisation Internationale du Café, créée en 1963). L’APPC n’a cependant pas réussi à prévenir la crise des années 1990 : l’abstention des producteurs asiatiques, la difficulté de financer la rétention pour des pays traversant une grave crise économique, et l’importance des stocks détenus par les grandes entreprises caféières du Nord ont eu raison de son entreprise.